# Nikare
Nikare ali Nikare I. je bil faraon iz Osme egipčanske dinastije, ki je vladal v zgodnjem prvem vmesnem obdobju Egipta   (2181–2055 pr. n. št.). V tem času je bil Egipt verjetno razdeljan na več držav. Po mnenju egiptologov Kima Ryholta, Jürgena von Beckeratha in Darella Bakerja je bil Nikare deveti faraon Osme dinastije. Njegova prestolnica je bil Memfis.

## Dokazi
Nikare je znan samo z Abidoškega seznama kraljev, sestavljenega med vladavino Setija I. Njegovo ime je v 48. vnosu. Nikare bi lahko bil omenjen tudi na Torinskem seznamu kraljev, ki na mestu od drugega do enajstega faraona Osme dinastije manjka.

## Arheološke najdbe
Po mnenju egiptologa Petra Kaplonyja bi lahko bil Nikarejev en sam valjast pečatnik iz fajanse, ki je hkrati edini primarni dokaz o njegovem obstoju.
Na zlati okrasni ploščici, ki je zdaj v Britanskem muzeju, je ob Neferkaminovem imenu tudi Nikarejevo ime. Za ploščico velja, da je sodobni ponaredek.